# 東京グリーンシステムズ
東京グリーンシステムズ株式会社は東京都・多摩市・SCSK株式会社の第三セクターによる特例子会社。本社は東京都多摩市。

## 概要
「参加」・「自立」・「共生」をモットーに働く意欲のある障がい者に社会参加の場を提供し、自立への支援を行うことを目的として設立された。

## 主な事業

### 庭園管理事業
SCSK多摩センター敷地内の景観・美観維持を行っている。2010年からブルーベリーの栽培、手入れを行っている。

### アグリ事業
2007年、CSK多摩センター（現・SCSK多摩センター）のオープンと共にサービス開始。当初は施設内の維持管理業務を行っていた。
2010年にアグリサービスグループという農業に特化した部門を設立。野菜の生産販売を開始。同年秋に苺の栽培・直営店での販売開始。
2011年の春からは、社外の遊休農地で耕作を開始。2014年には温室でトマトの栽培を開始する。主な活動場所はSCSK多摩センター（相模原市緑区）。

## 沿革
- 1992年（平成4年）- 東京グリーンシステムズ株式会社を設立。
- 1994年（平成6年）- 名刺作成事業を開始。
- 1995年（平成7年）- グリーンビジネス事業を開始（鉢花栽培）。
- 1996年（平成8年）- WEB制作の開始。ホームページを開設。
- 1997年（平成9年）- 多摩市社会福祉協議会より表彰を受ける。
- 2004年（平成16年）- 重度障害者雇用事業所協会のハートフルマーク使用許諾取得。
- 2006年（平成18年）- 社内ジョブコーチ制度開始。
- 2007年（平成19年）- CSK（現・SCSK）多摩センター完成（多摩市山王下）に伴い、本社を同センター内に移転。新たな事業として同センター内にて農園・庭園管理、清掃業務を開始。